# Afrixalus knysnae
Afrixalus knysnae (tên tiếng Anh: Knysna Banana Frog) là một loài ếch thuộc họ Hyperoliidae.
Đây là loài đặc hữu của Nam Phi.

## Môi trường sống
Môi trường sống tự nhiên của chúng là rừng ôn đới, thảm cây bụi kiểu Địa Trung Hải, đầm nước ngọt, đầm nước ngọt có nước theo mùa, đất canh tác, khu vực trữ nước, và ao.
Chúng hiện đang bị đe dọa vì mất môi trường sống.